# Список персонажей мультсериала «Битвы Зверей»
Информационный список персонажей из мультсериала «Битвы Зверей» (англ. Beast Wars: Transformers) — альтернативной версии оригинального сериала о трансформерах (Канада, 1996—1999). Персонажи-трансформеры разделены на подгруппы в соответствии с принадлежностью к той или иной фракции. Имена персонажей расположены в порядке их появления в сериале.

## Максималы

### Появившиеся в первом сезоне
- О́птимус Пра́ймал (англ. Optimus Primal).

Командир космического корабля «Аксалон», лидер отряда максималов. Наделён всеми лучшими качествами и свойствами характера, и вполне достоин своего великого предка — автобота Оптимуса Прайма из «Первого поколения». Но, в отличии от своего предка, Оптимус Праймал намного более приземлённый, он с лёгкостью будет нарушать правила и принимать нестандартные решения если этого требует ситуация, как он сам говорит: "Иногда безумие срабатывает". Следуя «семейной традиции», погибает в конце первого сезона, защищая Землю, но во втором сезоне возрождается в новой, трансметаллической форме. В третьем сезоне, приняв в своё тело «искру» Прайма, становится в несколько раз больше, преобразуясь в «Оптимального Оптимуса». Звероформа — горилла. В режиме робота способен летать, благодаря ракетным двигателям, расположенным на спине. Оружие — два меча, две ракетные установки на плечах, пистолет-ракетница на левой руке; когда он становится трансметаллическим, вместо мечей его оружием служат две булавы, которыми он может отбивать вражеские выстрелы, а летает он на реактивном скейтборде. В форме  «Оптимального Оптимуса» может трансформироваться в самолёт, а также в вездеход и гориллу. В режиме робота способен летать, перенаправлять плечи  на руки, используя их в качестве щитков, и выдвигать над телом две пушки.
- Чи́тор (англ. Cheetor).

На «Аксалоне» был пилотом. Пылкий и безрассудный юноша. Его девиз — «Поменьше раздумий, побольше храбрости!». Стремясь показать себя, проявляет отчаянную смелость и потому гораздо чаще остальных попадает в неприятности. Его легко подтолкнуть на любой, самый авантюрный и даже самоубийственный шаг — достаточно намекнуть, что после этого все поймут, что он уже не маленький. Преобразованный квантовой волной Воков, стал трансметаллическим и получил возможность летать. Позднее подвергся вторичному преобразованию, нечаянно попав под воздействие трансметаллического усилителя Мегатрона, в результате чего стал намного сильнее, возмужав и физически, и по характеру, однако потеряв способность к полёту (ракетный ускоритель не мог поднять новое тело в воздух, но Читор использовал его для разгона). Звероформа — гепард. Вооружение — квазарная пушка, затем ещё и боевая палица.
- Райнокс[5] (англ. Rhinox).

Учёный и изобретатель. Выглядит громоздким и неуклюжим, и сам о себе говорит, что ему «нравятся большие формы»; несмотря на это, мягкий и деликатный по натуре. В любой ситуации остаётся прежде всего исследователем. Никогда не теряет голову. Очень спокойный и миролюбивый, однако может быть грозным противником в бою, если его друзьям угрожает опасность. Вполне удовлетворён своим положением в отряде и не стремится занять руководящую должность, но если приходится брать на себя командование, успешно справляется с этим. Звероформа — носорог. Оружие — два скорострельных крупнокалиберных револьвера-гранатомёта.
- Рэ́ттрэп (англ. Rattrap) .

Штурман «Аксалона». Самый мелкий и самый несносный из максималов. Нытик и ворчун, вечно чем-нибудь недоволен, со всеми пререкается и всех обзывает. Если судить по его репликам, создаётся впечатление, что он — законченный трус, пекущийся только о собственной шкуре; однако в критические моменты Рэттрэп ведёт себя достойно и проявляет себя как надёжный товарищ, а иногда — как настоящий герой. Звероформа — крыса; после воздействия квантовой волны превратился в трансметаллическую крысу на колёсах. Основное оружие — лазерный пистолет, но «про запас» держит ещё массу всяких опасных штучек — например, комплект отмычек и пару взрывных устройств.
- Да́йнобот[6] (англ. Dinobot)

Бывший предакон. Несколько раз менял свой код активации с предакона на максимала и обратно, но не из-за предательства, а руководствуясь своими принципами. Воин «до мозга костей», знаток и мастер своего дела; никогда не обидит слабого, но всегда готов сразиться с сильным. Дайнобот всегда готов к бою, но не склонен к бессмысленной резне и тотальному разрушению. Честолюбив, но знает, что такое воинская дисциплина и субординация. По характеру — суровый, в обращении — резок до грубости, но при всём том благороден и бесстрашен; он многое знает и многое умеет. Его трудно любить, но нельзя не уважать. Героически погиб, защищая первобытных людей от нападения предаконов; позднее его сознание было возрождено в теле Дайнобота-клона. Звероформа — дейноних. Оружие — зазубренный меч с вращающимся лезвием и зелёные оптические лазеры, иногда — ручной пулемёт земного образца. В трансметаллической форме получил усиленный лазер в правом глазу и впечатляющий набор когтей и зубов. Как воин, достаточно силен, чтобы в одиночку разгромить весь отряд предаконов и добиться, пусть и ценой своей жизни, поставленной цели.
- Та́йгатрон[7] (англ. Tigatron)

Выполняет обязанности стража и разведчика. Ощущает себя больше земным существом, чем роботом, и гораздо охотнее проводит время с настоящими тиграми, чем с другими максималами. Философ и пацифист в душе, поэтому участие в боевых действиях его тяготит, хотя, если нужно, он всегда готов прийти на помощь своим товарищам и сражаться бок о бок с ними. Дружит с Эйрэйзор. Звероформа — белый тигр. Оружие — такая же пушка, как у Читора, но дополнительно оснащённая криоизлучателем.
- Эйрэ́йзор (англ. Airazor)

Разведчица и воительница. Вольнолюбивая дикарка, подруга Тайгатрона, предпочитающая, как и он, жить на лоне природы. Из остальных максималов больше всего уважает Райнокса, которому обязана жизнью. Звероформа — сокол-сапсан. Оружие — ракетницы, вмонтированные в её руки.

### Появившиеся во втором сезоне
- Си́льверболт (англ. Silverbolt).

Обязан своим происхождением мутагенному воздействию квантовой волны Воков на протоформу, которое вызвало нарушение в системе форматирования и привело к тому, что родившийся трансформер стал фьюзором — химерой, сочетающей в себе черты двух различных звероформ (волка и орла). Сильверболт по натуре — само благородство, он честен и никогда не ударит в спину (что впрочем не мешает ему быть весьма хитрым и изворотливым когда в этом есть необходимость), а его пафосные речи заставляют даже такого пафосного героя как Оптимус Праймал закатывать оптику. Вначале примыкает к предаконам, но их методы претят его рыцарственной натуре, и вскоре он переходит на сторону максималов. Однако дамой его сердца становится предаконша Блэкарахния; он пытается вернуть её «на путь истинный», взывая к её лучшим чувствам, и в конце концов ему это удаётся. Вооружение Сильверболта — две ракетные установки; ракетами служат перья из крыльев, которые он может также использовать как дротики.

### Появившиеся в третьем сезоне
- Депс Чардж (англ. Depth Charge).

В прошлом — начальник службы безопасности кибертронской колонии Омикрон. Когда-то максимал-мутант, известный как «Протоформа Х», сбежав из-под надзора своих создателей, истребил всё население колонии; с тех пор Депс Чардж объявил ему войну. Обуреваемый жаждой мести, он четыре года разыскивал «Протоформу Х» по всей Галактике, пока наконец не встретил его на Земле в рядах предаконов, под именем «Рэмпэйдж». К Оптимусу Праймалу относится скептически, считая его «слабаком», а его команду — «неудачниками». Приказам Праймала подчиняется неохотно, особенно если они, как ему кажется, отвлекают его от главной цели — сразиться со своим кровным врагом. Стремление Депс Чарджа расправиться с бывшей «Протоформой Х» не раз подвергало других максималов серьёзной опасности, особенно когда он нарушил приказ Оптимуса задержать Мегатрона, направляющегося к «Немезиде» (боевому космическому крейсеру десептиконов), и вместо этого вступил в схватку с Рэмпэйджем; в результате оба погибли, а Мегатрон смог беспрепятственно добраться до «Немезиды» и активировать её. 
 Так как Депс Чардж, приземляясь, опустился в океан, то, естественно, принял форму глубоководного существа. Его звероформа — манта, но он в состоянии принять и форму летательного аппарата (наподо́бие дельтаплана). Под водой он передвигается в сопровождении сканера дальнего действия, который имеет вид небольшой акулы и может при необходимости действовать, как ракетомёт. Кроме того, способен стрелять энергетическими дисками, выпуская их из груди. Когда Дэпс Чардж находится в режиме робота, его прочные, но гибкие металлические плавники служат своего рода щитом, отражающим вражеские снаряды.
- Та́йгерхок (англ. Tigerhawk).[8]

Максимал-фьюзор, несущий в себе объединённые «искры» Тайгатрона и Эйрэйзор. Создан инопланетянами-Воками и отправлен ими на Землю специально для того, чтобы уничтожить Мегатрона и восстановить нарушенную им связь времён, не подозревая, что тем самым вызовет ещё более тяжёлые последствия. Контролируемый Воками, едва не убил Праймала, который пытался остановить его. В дальнейшем был захвачен в плен Тарантулом, намеревавшимся заставить его служить себе. Однако взрыв оборудования, происшедший во время перезагрузки, помог Тайгерхоку освободиться и от Воков, и от Тарантула, после чего он вернулся к максималам. Убит Мегатроном во время атаки на «Немезиду»; однако перед гибелью успел повредить систему её энергоснабжения и тем ослабить её боевую мощь. 
 Звероформа — крылатый тигр. Вооружён несколькими ракетными установками различной мощности. Может также конденсировать энергию непосредственно из атмосферы, создавая мощные смерчи и электрические разряды.

## Предаконы

### Появившиеся в первом сезоне
- Мегатро́н (англ. Megatron).

Командир предаконов, тёзка и отдалённый потомок Мегатрона из «Первого поколения». Мечтает покорить Кибертрон, а в перспективе — всю Галактику. Его неуёмное честолюбие и диктаторские замашки пугают даже других предаконов, поэтому он объявлен во «всекибертронский розыск». По габаритам и физической мощи он намного уступает своему предку и потому, в отличие от того, делает основную ставку на силу интеллекта. Мегатрон умён, проницателен, расчётлив, чрезвычайно хитёр и коварен. Хорошо знает слабые стороны своих противников (и подчинённых — тоже) и умело ими пользуется. Питает склонность к чёрному юмору. Жестокий и грубый по натуре, но может быть дипломатичным и вежливым, если считает, что в данный момент ему это выгодно. Все его действия, как правило, тщательно продуманы и обычно увенчиваются успехом (во всяком случае, вначале). 
 Звероформа Мегатрона — тираннозавр. Когда он находится в режиме робота, голова тираннозавра оказывается у него на правой руке и превращается в лазерную пушку; хвост тираннозавра на левой руке служит щитом. В результате преобразования квантовой волной стал трансметаллическим, получил колёса, реактивные двигатели и новое мощное оружие — генератор плазменных разрядов, в который в режиме робота превращается хвост тираннозавра.. После вторичной трансметаллизации, вобрав в себя «искру» предводителя десептиконов, значительно увеличился в размерах и принял звероформу дракона.
- Тара́нтулас (англ. Tarantulas).

В команде «Дарксайда» является экспертом по вооружению. Очень и очень себе на уме. Всё время саботирует распоряжения Мегатрона и пытается выведать его планы и намерения (как выясняется впоследствии, был специально с этой целью внедрён в отряд Мегатрона по поручению Совета Трёх). Будучи сотрудником тайной полиции предаконов, Тарантул в то же время лелеет собственные, тщательно скрываемые и далеко идущие замыслы, частью которых является физическое устранение Мегатрона. Последний, в свою очередь, постоянно старается (и не без успеха) «переиграть» Тарантула и использовать его знания и умения в своих интересах. 
 Звероформа — тарантул. В режиме робота все восемь паучьих ног используются как пулемётные стволы. Снабжён также клиномётом — специальным приспособлением, с помощью которого может быстро перемещаться вверх и вниз. После квантового воздействия комплект его вооружения пополнился колесом-револьвером, а сам он стал трансформироваться в мотоцикл. Погиб во время взрыва в своей секретной подземной лаборатории, когда попытался подчинить Тайгеркоха, а в результате нарвался на вселившихся вместо его искры Воков.
В отличие от остальных предаконов, произошел не от десептиконов, а от самого Юникрона, как и Совет Трёх. Из за этого не боится исчезновения во временной волне в случае изменения временной линии, что стало крайне неприятным сюрпризом для Мегатрона.
- Скорпонок (англ. Scorponok).

Заместитель Мегатрона. Абсолютно предан ему. Инженер и специалист по техновирусам. Звероформа — скорпион. В режиме робота вооружён ракетной установкой, вмонтированной в правую клешню и позволяющей стрелять двумя ракетами (одновременно или по очереди). Из левой клешни может запускать «киберпчелу» — следящее устройство, снабжённое сканером и видеокамерой. Погиб во время квантовой атаки Воков, будучи сброшен ударной волной в озеро кипящей лавы.
- Уоспина́тор (англ. Waspinator)[12].

На «Дарксайде» был пилотом; на Земле в его обязанности входят разведка и воздушная поддержка. Пессимист и хронический неудачник, которого увечат, расстреливают и разбирают на части все, кому не лень; однажды он даже стал вместилищем для искры десептикона Старскрима. Несколько чудаковат, имеет странную привычку всегда говорить о себе в третьем лице. В конце концов ссорится с предаконами и остаётся жить на Земле, среди людей. Звероформа — оса. Оружие — пистолет-гранатомёт и оптические лазеры.
- Терросо́р[13] (англ. Terrorsaur).

Бортстрелок на «Дарксайде». Предаконский эквивалент Старскрима из «Первого поколения»: такой же амбициозный, точно так же раз за разом пытается свергнуть Мегатрона… и с тем же эффектом. Звероформа — птеранодон. Постоянный напарник — Уоспинатор. Оружие — лучевой пистолет, красные оптические лазеры, иногда — две лазерные пушки на плечах. Погиб одновременно со Скорпоноком.
- Блэкарахния[14] (англ. Blackarachnia).

Протоформа максимала, перепрограммированная Тарантулом; впоследствии, однако, вновь примыкает к максималам. Райнокс даже производил операцию по отделению внедрённой программы от её ядра сознания. Узнав об этом, предаконы попытались помешать и, ценой огромных усилий, прервали операцию. Но, к счастью, благодаря трансметализирующему веществу, которым ранее был обработан Читор, она выжила и поменяла свой облик, трансметаллизировавшись. Специализация — шпионаж и диверсии. Мастер рукопашного боя. Личность Блэкарахнии соткана из противоречий. Помогая максималам, она, тем не менее, стремится остаться предаконом, потому что ей это нравится. В глубине души она очень добра, но по отношению к врагам абсолютно безжалостна, старается казаться злой. Любит Сильверболта, но, желая его подразнить, не прочь пококетничать с Читором. Главное для неё — чтобы её принимали и ценили такой, какая она есть. Звероформа — паук «чёрная вдова». Оружие — пистолет, пулемёт во всех восьми лапах, клиномёт, яд, затем — электронное лассо. Став трансметаллической, она обрела способность к телекинезу. По интеллекту и коварству может соперничать с Тарантулом.
- Инфёрно (англ. Inferno).

Изначально также был протоформой максимала, но затем его переделали в предакона. Благодаря своей силе и оснащению, является весьма серьёзным противником для максималов. После гибели Скорпонока занял его место при Мегатроне. Звероформа — «солдат» огненных муравьёв; однако из-за сбоя в процессе форматирования он стал не только выглядеть, но и рассуждать, как муравей, запрограммированный на защиту «колонии» (базы предаконов) и «королевы» (так Инфёрно постоянно величает Мегатрона, хотя тот очень злится, когда слышит такое обращение). Для Инфёрно воля Мегатрона — высший и единственный закон. Чтобы выполнить его приказ, он готов, если потребуется, вступить в схватку даже с другими предаконами. Его оружие: крупноколиберная пушка-пистолет которая может работать в режиме огнемёта. Помимо всего прочего может летать. Погиб в финале сериала в результате нелепой случайности: когда Мегатрон открыл огонь из орудий «Немезиды» по ущелью, где прятались первобытные люди, Инфёрно не успел покинуть зону обстрела и был уничтожен.

### Появившиеся во втором сезоне
- Кви́кстрайк (англ. Quickstrike).

Как и Сильверболт, является фьюзором, но по характеру представляет собой полную его противоположность — наглый, хвастливый, больше всего на свете обожает драться, и поэтому охотно присоединяется к предаконам. К несчастью для него, ума у него гораздо меньше, чем бойцовских качеств, вследствие чего он легко подпадает под влияние Черной Вдовы или  Тарантуласа, который хочет его руками устранить Мегатрона. Тот, однако, раскрывает заговор и приговаривает Квикстрайка к смерти, и только угроза нападения инопланетян заставляет Мегатрона отсрочить приведение приговора в исполнение. Квикстрайк был вместе с Инферно отправлен на «зачистку» поселения первобытных людей и погиб одновременно с ним. 
 Звероформа Квикстрайка — смесь скорпиона и кобры (кобра образует хвост скорпиона). Может стрелять лазерными разрядами или поражать врагов нервно-паралитическим ядом, используя голову кобры в качестве оружия (в альт-форме робота она находится у него на правой руке).
- Рэмпэйдж (англ. Rampage).

Он же — Протоформа-Х. Появился в результате попытки учёных-максималов создать с помощью генной инженерии копию бессмертного мутанта Старскрима. Эксперимент в целом удался, но вместе с бессмертием подопытный максимал унаследовал и черты характера Старскрима — тщеславие, вероломство и безжалостность. К тому же у него обнаружились признаки тяжёлого психического расстройства: он стал буйным, агрессивным и совершенно неуправляемым, и было решено вернуть его в состояние протоформы и увезти подальше от Кибертрона, чтобы разрядить. Однако на Земле взрыв энергона активировал «Протоформу-Х», и пленник вырвался на волю, круша без разбора всех подряд, пока Мегатрону не удалось подчинить его себе и сделать предаконом. 
 Рэмпэйдж гораздо крупнее любого из предаконов и чрезвычайно силён, легко восстанавливается даже после тяжёлых повреждений. Характер у него дикий и строптивый, и Мегатрону нередко приходится усмирять его жестоким, но эффективным способом — забрав половину его «искры» и терзая её энергоновыми шипами всякий раз, когда тот пытается своевольничать. Не удивительно, что Рэмпэйдж ненавидит предаконов не меньше, чем максималов, и жаждет освободиться. Единственное существо, к которому он относился с симпатией — Трансмутация; после её гибели он окончательно озлобился. 
Впоследствии корпус Рэмпэйджа был уничтожен Депс Чарджем, но обе части его «искры» воссоединились в теле Динобота-клона. 
Звероформа Рэмпэйджа — трансметаллический королевский краб; кроме того, он может принимать альт-форму танка. Оружие — трёхствольный револьвер-ракетомёт очень высокой мощности, а также бластер.
- Совет Трёх (англ. Tripredacus Council)

Совет правителей предаконов, ведущий скрытую борьбу за восстановление могущества и влияния своей расы на Кибертроне. Авантюра Мегатрона с похищением Золотого Диска путает их планы. Поэтому члены Совета, определив местонахождение беглецов, на тайном совещании принимают решение направить на Землю своего посланца — Рэведжа — с поручением арестовать Мегатрона и доставить обратно на Кибертрон, а в случае сопротивления — ликвидировать его.
- Рэ́ведж (англ. Ravage)

В прошлом — десептикон. После амнистии был перепрограммирован. С того времени состоит на службе у Совета Трёх в качестве агента по особо важным поручениям. Хотя в настоящее время является предаконом, чтит память своего бывшего лидера — «первого» Мегатрона. Убедившись, что «нынешний» Мегатрон следует заветам прежнего, поступает под его командование и помогает ему реализовать свой план. Погиб, когда его корабль был взорван Рэттрэпом. 
Звероформа — чёрная пантера; альт-форма — кассета. Способен становиться невидимым вместе со своим кораблём. Оружие — два лазерных пистолета.

### Появившиеся в третьем сезоне
- Дайнобот II (англ. Dinobot II)

Трансметаллический клон Динобота; Мегатрон создал его из протоформы-«пустышки», обработанной с применением инопланетной технологии, и оживил, вложив в него половину бессмертной «искры» Рэмпэйджа. Новый Динобот не только превосходит «старого» по своим техническим возможностям, но и полностью лоялен по отношению к Мегатрону. Однако впоследствии в нём пробуждается сознание прежнего Динобота, и в последней битве он принимает сторону максималов. Во время крушения «Немезиды» находился на командном пункте и, несмотря на просьбу Оптимуса Праймала, отказался покинуть корабль. Дальнейшая судьба неизвестна. 
 Звероформа — трансметаллический дейноних. Оружие — бластер со встроенным голографическим проектором. Кроме того, вооружён красным оптическим лазером; однако, если дело доходит до драки, предпочитает орудовать когтями.

## Прочие
- Старскрим (англ. Starscream) — десептикон из «Первого поколения». После того, как его корпус был уничтожен Гальватроном[24], его «искра жизни» каким-то чудом уцелела и, лишённая телесной оболочки, осталась витать в космическом пространстве. Неизвестно каким образом она переместилась в далёкое прошлое Земли и внедрилась в предакона Уоспинатора. Очутившись в новом теле, Старскрим, верный себе, немедленно принимается строить козни против «здешнего» Мегатрона, взяв себе в помощники Чёрную Вдову. Захватив в заложники Оптимуса Праймала и раненого Динобота, он посылает остальных максималов штурмовать «Дарксайд», угрожая, что в случае отказа убьёт заложников.
- Во́ки (англ. Vok) — загадочные инопланетные существа, избравшие Землю объектом для своих экспериментов с энергоном. Не имеют «обычного» телесного облика (Оптимус Праймал во время контакта видит одного из Воков в обличии Юникрона, и тот объясняет, что взял этот образ из памяти Праймала[25].). 
 Первоначально Воки только наблюдали за прибывшими на Землю максималами и предаконами. Но так как кибертронцы своими действиями, по их мнению, нарушили «чистоту эксперимента», Воки приняли решение свернуть свои опыты и сжечь все залежи энергона на поверхности Земли. Однако самоотверженный поступок Оптимуса, уничтожившего мегалазер Воков, помешал им осуществить своё намерение. Во время отправки Тайгерхока обратно на Землю два бестелесных Вока заняли место его искры. В 3 сезоне они появляются в виде космических черепов со щупальцами
- Протоформы (англ. Protoforms) — незрелые особи трансформеров, пребывающие в анабиозе и лишённые индивидуальных свойств. Выглядят как манекены без черт лица, либо как бесформенные сгустки прозрачной желеобразной субстанции; из них путём дальнейшей обработки (загрузки соответствующей программы и модификации внешнего облика) создаются максималы или предаконы. 
 На борту «Аксалона» находилось большое количество (не менее двух десятков) шаттлов с протоформами. Когда звездолёт был подбит, Оптимус Праймал приказал сбросить все шаттлы в космос, переведя их на безопасную орбиту. Впоследствии часть их погибла, а уцелевшие постепенно приземлялись, причём ни одно из приземлений не обходилось без ожесточённых стычек между максималами и предаконами, поскольку и те, и другие стремились пополнить свои ряды новыми бойцами. 
Один из шаттлов, доставленных на «Аксалон» перед отлётом, был помечен жёлтым крестом в знак того, что помещённая в него протоформа не подлежала активации (это была Протоформа Х).
- Трансмута́ция (англ. Transmutate). Анабиозная капсула, в которой находилась его[26] протоформа, была сильно повреждена, и вышедшее из неё существо получилось более чем странным. Оно обладает огромной силой, способно летать, генерирует мощные акустические волны, которые могут сбить с ног кого угодно; в то же время оно не умеет трансформироваться, его мыслительные процессы нарушены, а поведение непредсказуемо. И Мегатрон, и Оптимус Праймал считают его бесполезным уродом, которого следует уничтожить. Однако Сильверболт и Рэмпэйдж думают иначе; оба они испытывают дружеские чувства к несчастной, никому не нужной Трансмутации и вступают в смертельную схватку за право опекать его. Не в силах этого вынести, Трансмутация бросается между ними в тот самый момент, когда они стреляют друг в друга, и принимает весь заряд на себя, спасая их жизни ценою собственной.
- Джак и У́на (англ. Jak & Una) — дети из племени первобытных людей, спасённые максималами от нападения кибер-раптора, посланного Мегатроном. Джак — шустрый и озорной, как любой мальчишка. Уна — очень восприимчивая и смышлёная девочка. Она быстро усваивает всё новое и так же быстро находит применение полученным знаниям — например, самостоятельно разбирает на части Уоспинатора, а затем помогает Рэттрэпу и Депс Чарджу отбить нападение предаконов и уйти от преследования.